# Alesso
Alessandro Renato Rodolfo Lindblad (Estocolmo; 7 de julio de 1991), conocido por su nombre artístico Alesso, es un DJ, remezclador y productor discográfico sueco. Ha participado en numerosos festivales de música, incluyendo Tomorrowland, Ultra, EDC y Coachella. En 2012, MTV nombró a Alesso como uno de los novatos del EDM para ver.
En 2011, ingresó a la lista Top 100 DJs de DJ Mag, ubicándose en la posición #70. Al año siguiente, en 2012, ascendió cincuenta puestos. Tanto en 2013 como en 2015, ocupó el puesto el puesto #13, siendo esta su mejor ubicación en la lista.
Su álbum debut de estudio, Forever, fue lanzado en mayo de 2015 bajo la discográfica Def Jam Recordings.

## Trayectoria

### 2010−2011: Inicios
Con tan solo 18 años de edad, Alesso fue considerado una de las grandes revelaciones de la música house en Suecia. El adolescente fue descubierto en su ciudad natal, Estocolmo, en 2010 después de haberle entregado un CD de demostración a Sebastian Ingrosso, miembro de Swedish House Mafia. Este, contactó de inmediato con el joven y no pasó mucho tiempo para que los dos se cayeran bien como colegas. Ingrosso lo incorporó a su sello discográfico Refune Music y ambos ingresaron al estudio y crearon, «Calling». Juntos han tocado en Pacha, así como en muchos otros festivales, y también con los demás miembros de Swedish House Mafia, Steve Angello y Axwell. Varios artistas como Avicii, Swedish House Mafia, Kaskade y Tiësto, han respaldado sus producciones en sus sets.
Ha realizado remixes para LMFAO, Avicii y Dúné. Tiene pensado hacer una lista de producciones para un álbum en solitario es un tiempo futuro. Su remix del sencillo «Pressure» de Nadia Ali, Starkillers y Alex Kenji, alcanzó el puesto # 37 en Bélgica y fue considerado como otro de los himnos del verano boreal del año 2011, respaldado por infinidad de DJs, como Tiësto, Kaskade, Swedish House Mafia entre otros.
El 16 de noviembre de 2011, lanzó «Raise Your Head» por Refune Music, y unos días después lanzaría su remezcla de «Titanium», canción del multipremiado DJ francés David Guetta. El 12 de marzo de 2012, lanzó la versión vocal de «Calling», titulada «Calling (Lose My Mind)», que cuenta con la participación del cantante y compositor estadounidense Ryan Tedder.

### 2012−2013: Reconocimiento internacional
El 23 de marzo de 2012, tuvo el privilegio de ser invitado por la BBC Radio 1, para mezclar en el prestigioso espacio radial denominado Essential Mix.
En el 2012, tuvo su tarea destacada como productor discográfico, colaborando en la canción «Numb» coproducida por Swedish House Mafia, del álbum Looking 4 Myself del cantante estadounidense Usher. Además, contribuyó en la reedición del álbum Nothing But The Beat 2.0 de David Guetta, en la canción «Every Chance We Get We Run», que cuenta con las voces del dúo Tegan & Sara; y en el álbum The Evolution Of Man del rapero británico Example, en la canción «Queen Of Your Dreams». En ese mismo año, fue convocado por Madonna para ser el artista soporte en su gira mundial The MDNA Tour.
Tras «Calling», que le lanzó a la fama, en 2012, Alesso creó «Years» con Matthew Koma. Esta canción ha consagrado a esta joven promesa sueca de la música electrónica en uno de los mejores DJs del panorama actual. En ese mismo año, junto a Dirty South y con las voces de Ruben Haze, produjo la canción «City Of Dreams». Cabe destacar que «City Of Dreams» fue compuesta por Alesso luego del término de la relación con la chilena Scarlett Fierro de la Vega.

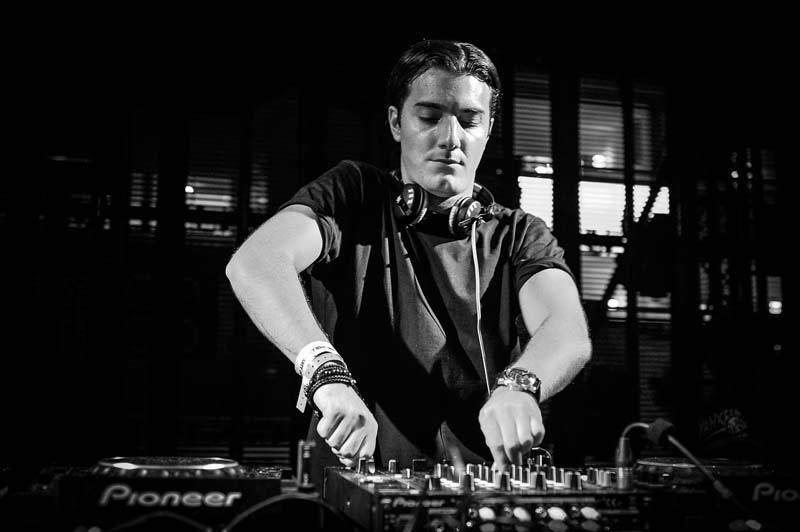
Ibiza, 2013.

En 2013 remezcló el sencillo de la banda OneRepublic, «If I Lose Myself», el cual fue nominado al premio Grammy a la mejor grabación remixada. Tras ello, Alesso lanzó su nueva colaboración con Calvin Harris junto al dúo británico Hurts, «Under Control», logrando la primera ubicación en la lista de sencillos del Reino Unido. Con su puesto #13 en la lista de los mejores DJs de 2013, Alesso se consagra como uno de los DJs de música electrónica referentes del panorama actual. 
A continuación, Alesso hizo una gira para finalizar 2013 y comenzar 2014, a la que llamó Uprising, a lo largo de los Estados Unidos con un gran número de actuaciones con su finalización, se dedicó a estar en su estudio trabajando en sus próximas producciones que estreno en el famoso festival Ultra Music Festival en Miami partido desde el mainstage y ejecutando una de las mejores actuaciones de todo el festival por la crítica, en este mismo festival estrenó su nuevo sencillo con Ryan Tedder, «Scars For Live», además de presentar de manera oficial otros dos singles que llevaran su firma, «Sweet Escape», con la vocal de Sirena, y «Tear The Roof Up», un tema que deja a un lado los ritmos melódicos para acercarse más al electro. 

### 2014−2015: «Heroes» yForever
En septiembre de 2014, lanzó el sencillo «Heroes (We Could Be)» con las voces de Tove Lo, el cual ingresó en el top 10 de las listas del Reino Unido y Suecia y llegó a ocupar el número 31 del Billboard Hot 100 de los Estados Unidos. Este sirvió como adelanto de su álbum debut titulado Forever, editado el 22 de mayo de 2015 por el sello Def Jam Recordings. En febrero de 2015, lanzó el segundo adelanto titulado «Cool» con la colaboración de Brandon Wronski acreditado como Roy English, quien fuera el cantante de la banda estadounidense de rock alternativo Eye Alaska. Con este sencillo logró su cuarto ingreso en el top 10 del Reino Unido, el segundo como artista principal.
También, las canciones Profondo y PAYDAY aparecen en el videojuego Payday 2 como parte del golpe "The Alesso Heist".

## Discografía

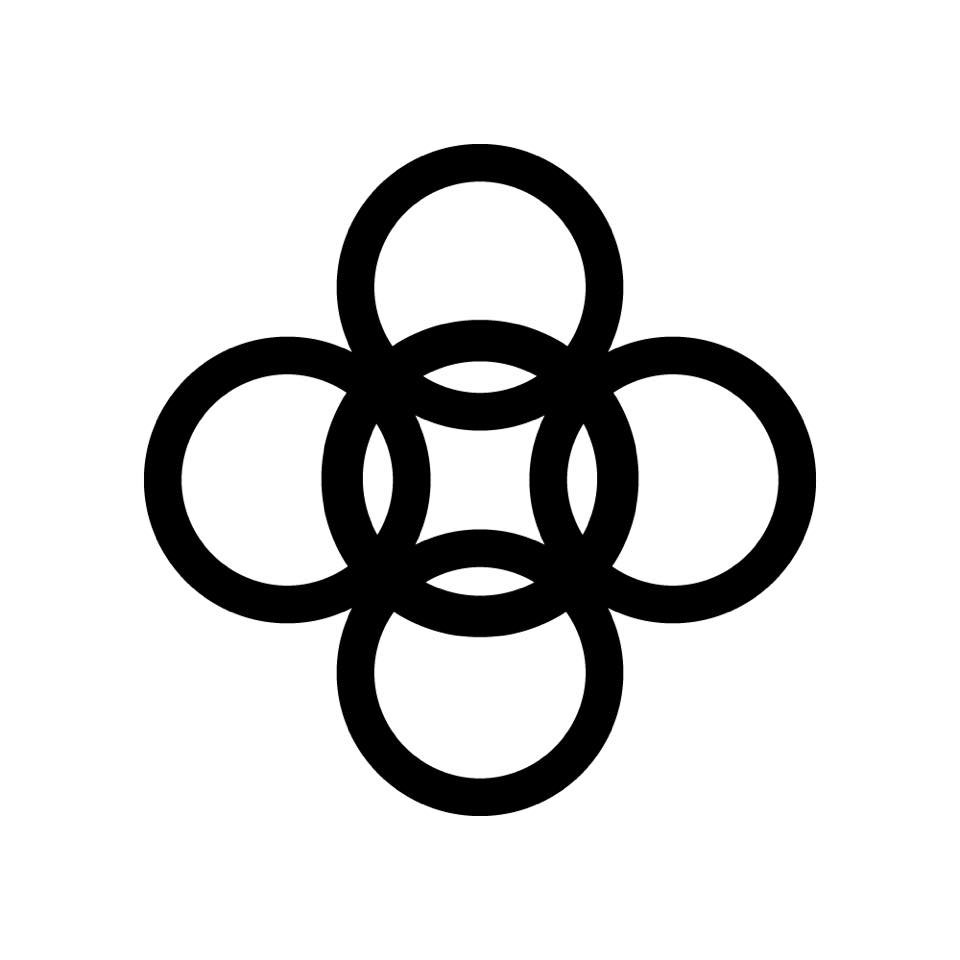
Logo de Alesso.

### Álbumes
| Título  | Datos del álbum                                                                            |
| ------- | ------------------------------------------------------------------------------------------ |
| Forever | - Lanzamiento: 25 de mayo de 2015 - Discográfica: Def Jam - Formatos: CD, descarga digital |

### Sencillos y EP
2010:
- “E:P”
  - Think It's Time
  - Moma
  - Workaholic
  - Loose It

2011:
- Alesso - Dynamite [Dynamite EP]
- Alesso - Nillionaire [Dynamite EP]
- Sebastian Ingrosso & Alesso - Calling
- Alesso - Raise Your Head

2012:
- Sebastian Ingrosso & Alesso feat. Ryan Tedder - Calling (Lose My Mind)
- Alesso feat. Matthew Koma - Years
- Alesso - Clash

2013:
- Dirty South & Alesso feat. Rubén Haze - City Of Dreams
- Calvin Harris & Alesso feat. Hurts - Under Control (FOREVER)

2014:
- Alesso - Tear The Roof Up (FOREVER)
- Alesso feat. Tove Lo - Heroes (We Could Be) (FOREVER)

2015:
- Alesso feat. Roy English - Cool (FOREVER)
- Alesso - Payday (FOREVER)
- Alesso - Profondo (FOREVER)
- Alesso - If It Wasn't For You (FOREVER)
- Alesso feat. Sirena - Sweet Escape (FOREVER)
- Alesso feat. Noonie Bao - All This Love (FOREVER)
- Alesso - In My Blood (FOREVER)
- Alesso feat. Ryan Tedder - Scars (FOREVER)

2016:
- Alesso - Anthem
- Alesso feat. Nico & Vinz - I Wanna Know
- Alesso feat. Jolin Tsai - I Wanna Know
- Alesso - Take My Breath Away
- Alesso X Chen - Years[19]

2017:
- Alesso - Falling
- Alesso - Move Like That
- Hailee Steinfeld & Alesso feat. Florida Georgia Line and Watt - Let Me Go
- Alesso & Anitta - Is That For Me

2018:
- Alesso & Rudy Mancuso - Alesso x Rudy
- Alesso - Remedy
- Alesso - Tilted Towers

2019:
- Alesso - Time (Progresso Vol. 1)
- Alesso - Confession (Progresso Vol. 1)
- Alesso - Progresso (Progresso Vol. 1)
- Alesso feat. TINI - Sad Song
- Alesso x SUMR CAMP - In The Middle

2020
- Alesso & DubVision - One Last Time
- Alesso & Liam Payne - Midnight
- Alesso x Charlotte Lawrence - THE END

2021
- Alesso & Armin van Buuren - Leave A Little Love
- Alesso x CORSAK - Going Dumb
- Alesso & Stray Kids & CORSAK - Going Dumb
- Alesso - Again (Progresso Vol. 2)
- Alesso - Together (Progresso Vol. 2)
- Alesso & Marshmello feat. James Bay - Chasing Stars
- Alesso - Somebody To Use
- Alesso & Danna Paola - Rescue Me
- Alesso & Katy Perry - When I'm Gone

2022
- Alesso - DARK
- Alesso & Sentinel - Only You
- Alesso feat. Zara Larsson - Words
- Alesso & Deniz Koyu - In My Feelings
- Alesso & Sick Individuals - We Go Out

2023
- Alesso & Ty Dolla $ign - Caught A Body
- Alesso - Without You
- Alesso & John Newman - Call Your Name
- Dillon Francis & Alesso feat. Clementine Douglas - Free
- Alesso & Sentinel - Interstellar

2024
- Alesso - Zig Zag (Hypnotize EP)
- Alesso - Hypnotize (Hypnotize EP)
- Alesso - The Rhythm Of The Night (Hypnotize EP)
- Alesso & Nate Smith - I Like It
- David Guetta & Alesso feat. Madison Love - Never Going Home Tonight
- Alesso & John Alto - Lonely Heart

2025
- Alesso x Becky Hill - Surrender

### Futuros Lanzamientos
- Alesso feat. Leona Lewis & Autumn Rowe - “ID”
- Alesso feat. Conor Maynard - “Crazy”

### Remixes
2010:
- Tristan Garner & Gregori Klosman – Fuckin Down (Alesso Remix)
- Tim Berg – Alcoholic (Alesso Taking It Back Remix)
- Deniz Koyu feat. Shena – Time Of Our Lives (Alesso Remix)
- Dúné – Heiress of Valentina (Alesso Exclusive Mix)

2011:
- Therese – Drop It Like It's Hot (Alesso Remix)
- Niko Bellotto & Erik Holmberg feat. JB – Running Up That Hill (Alesso Remix)
- Nadia Ali, Starkillers & Alex Kenji – Pressure (Alesso Remix)
- Swedish House Mafia – Save the World (Alesso Remix)
- LMFAO feat. Lauren Bennett & GoonRock – Party Rock Anthem (Alesso Remix)
- DEVolution feat. Amy Pearson – Good Love (Alesso Remix)
- Jasper Forks – River Flows In You (Alesso Remix)
- David Guetta feat. Sia – Titanium (Alesso Remix)

2012:
- Keane – Silenced By The Night (Alesso Remix)
- Arty – When I See You (Alesso Mix)

2013:
- OneRepublic – If I Lose Myself (OneRepublic vs. Alesso Extended Remix)

2015:
- Maroon 5 – This Summer (Maroon 5 vs. Alesso Remix)

2016:
- Alesso feat. Nico & Vinz – I Wanna Know (Alesso & Deniz Koyu Remix)
- Jolin Tsai & Alesso – Play (Alesso Remix Version)

2017:
- The Chainsmokers & Coldplay - Something Just like This (Alesso Remix)
- J Balvin feat. Willy William - Mi Gente (Alesso Remix)

2018:
- Anitta, Mc Zaac & Maejor feat. Tropkillaz & DJ Yuri Martins - Vai Malandra (Alesso & KO:YU x Anwar Jibawi Remix)
- Cardi B feat. Bad Bunny & J Balvin - I Like It (Alesso Remix)

2019:
- Alesso - Time (Alesso & Deniz Koyu Remix)
- Alesso feat. TINI - Sad Song (Alesso Remix)

2022:
- Alesso & Katy Perry - When I'm Gone (VIP Mix)
- Alesso feat. Zara Larsson - Words (Alesso VIP Mix)

2024:
- Shaboozey - A Bar Song (Tipsy) (Alesso Remix)

### Como productor y colaborador
| Año  | Canción                                         | Artista(s)   | Álbum                    |
| ---- | ----------------------------------------------- | ------------ | ------------------------ |
| 2012 | «Numb» (prod. con Swedish House Mafia)          | Usher        | Looking 4 Myself         |
| 2012 | «Every Chance We Get We Run» (con Tegan & Sara) | David Guetta | Nothing but the Beat 2.0 |
| 2012 | «Queen of Your Dreams»                          | Example      | The Evolution of Man     |

## Ranking DJmag
| DJ     | 2011 | 2012 | 2013 | 2014 | 2015 | 2016 | 2017 | 2018 | 2019 | 2020 | 2021 | 2022 | 2023 | 2024 |
| ------ | ---- | ---- | ---- | ---- | ---- | ---- | ---- | ---- | ---- | ---- | ---- | ---- | ---- | ---- |
| Alesso | 70°  | 20°  | 13°  | 15°  | 13°  | 20°  | 37°  | 45°  | 61°  | 45°  | 63°  | 64°  | 52°  | 43°  |

## Filmografía
| Año  | Título              | Rol      | Notas |
| ---- | ------------------- | -------- | ----- |
| 2015 | We Are Your Friends | Él mismo | Cameo |